# Rainer Barzel
Rainer Candidus Barzel (20. juni 1924 i Braunsberg, Østpreussen – 26. august 2006 i München) var en tysk politiker, der var leder af CDU/CSU-fraktionen i Forbundsdagen fra 1964 til 1973 og formand for CDU fra 1971 til 1973. Ved valget i 1972 var han CDU/CSU's kanslerkandidat, men tabte til SPD's kandidat Willy Brandt.
Barzel, der var uddannet jurist, blev medlem af Forbundsdagen i 1957. Han var minister for altyske spørgsmål i Konrad Adenauers regering 1962-1963 og blev året efter formand for CDU/CSU-fraktionen, hvilket han var helt til 1973. Han blev partiformand i 1971 og anførte som sådan oppositionens kritik af SPD-regeringens østpolitik, der indebar en normalisering af forholdet til DDR og Sovjetunionen. Han stillede op som modkandidat til Willy Brandt i 1972, men tabte. Har forsøgte sig samme år med et mistillidsvotum til Brandts koalitionsregering, men den faldt med to stemmer. Senere kom det frem, at to af CDU's parlamentarikere var blevet bestukket af Stasi til at stemme imod. 
Fra 1982 til 1983 var Barzel minister for indre anliggender i Helmut Kohls regering. Han blev i 1983 præsident for Forbundsdagen, men trak sig i 1984, da det blev offentligt kendt, at han havde været involveret i Flick-affæren.